# Komsomol
Komunistický svaz mládeže (rusky Коммунистический союз молодёжи), často zkracovaný podle prvních písmen ruského pojmenování na komsomol (KOMunističeskij SOjuz MOLoděži), byla politická a výchovná organizace sovětské bolševické strany. Oficiální název byl od roku 1922 Všesvazový leninský komunistický svaz mládeže (VLKSM, rusky Всесоюзный Ленинский Коммунистический Союз Молодёжи). Oficiálně byl komsomol založen 29. října 1918. Sloužil i pro mladé vojáky Rudé armády, kteří byli příliš mladí pro vstup do komunistické strany.

## Historie
Komsomol byl založen jako samostatná společenská organizace v roce 1918.
Během revolučního roku 1917 bolševické křídlo nevidělo v mladých lidech žádné využití, proto byl politický dorost opomenut. Již další sjezdy v letech 1918 a 1919 konstatovaly nedostatek mladších členů strany, a proto byla zahájena masivní kampaň získávání nových mladých kandidátů komunistické strany. Na vzniku organizace měli rozhodující podíl komunističtí vůdcové V. I. Lenin, N. K. Krupská a V. Zorin.
Komsomolci byli zdrojem mladých členů komunistické strany SSSR. Jejich výchovu ovlivňovala VKS(b) od raných let skrze pionýrskou organizaci. Ta byla založena roku 1922 v Moskvě jako jediná dětská organizace SSSR ihned po V. sjezdu Komsomolu.
Ve čtrnácti letech mladí lidé vstupovali právě do komsomolu jako přirozeného pokračování. Věkové omezení členství v komsomolu bylo právě čtrnáct let. Horní hranice se pohybovala kolem 28 let, ale někteří členové strany zde byli i déle.

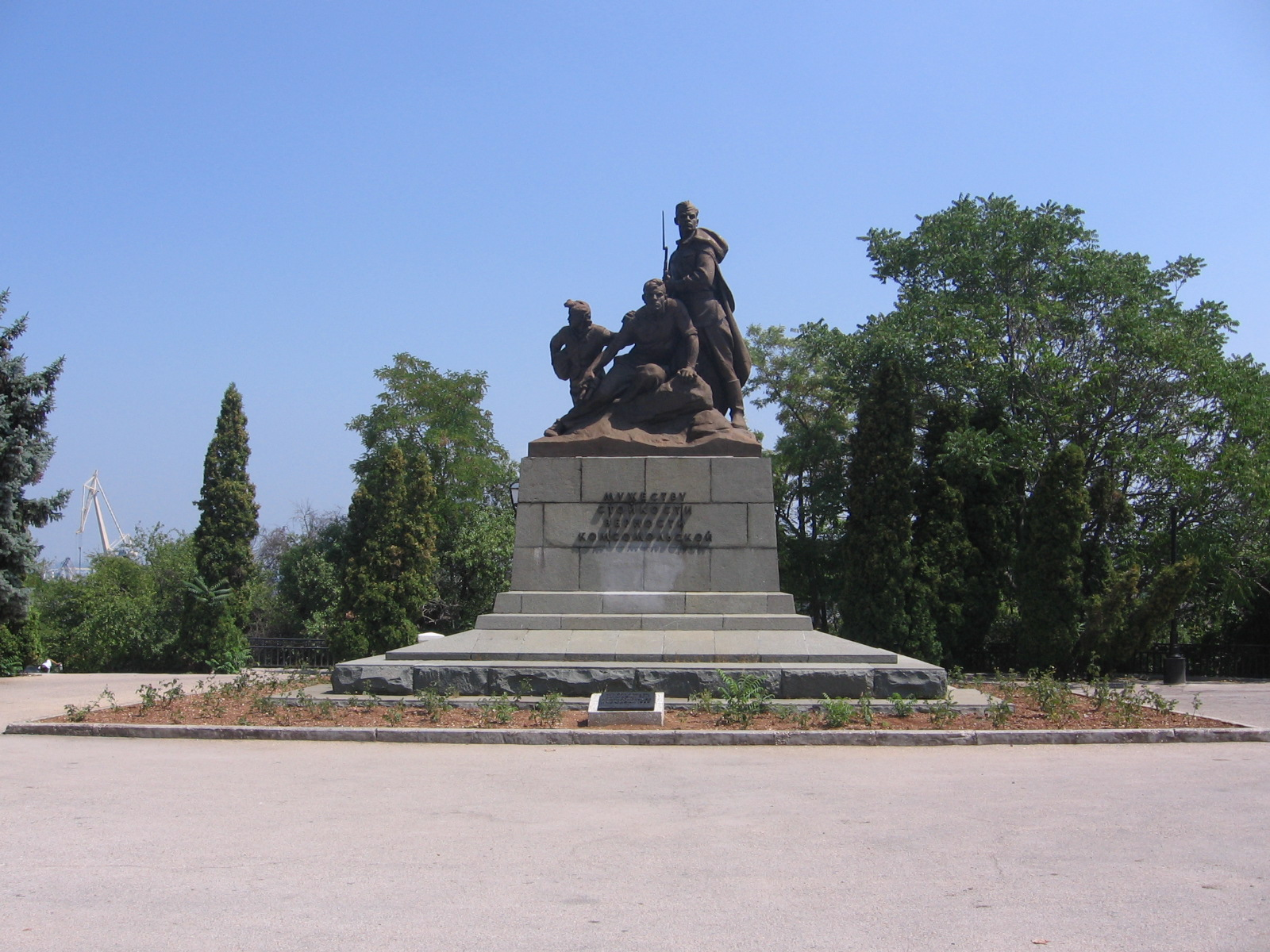
Památník komsomolcům v Sevastopolu

Komsomol měl přímý vliv na chod státu, protože desítky milionů členů disponovaly značným sociálním i aktivizačním potenciálem. Z Moskvy se komsomolské hnutí rychle rozšířilo po celém SSSR a později ovlivnilo přes Komunistickou internacionálu mládeže (Berlín 1919) vznik podobných organizací v řadě států Evropy.
Mnoho vedoucích politiků v této organizaci začalo svou politickou kariéru (např. Jurij Andropov v Karelské oblasti).
Zlom v pozici komsomolu v sovětské společnosti přinesly až reformy Michaila Gorbačova, který odhalil zkostnatělost vedoucího aparátu komsomolské organizace. Stávající systém nemohl vyhovět novým změnám společnosti, proto na XX. sjezdu komsomolu byly přijaty organizační, personální i funkční změny, které měly zajistit přizpůsobení novým poměrům v zemi. V konečném důsledku však tyto snahy vedly k totální destrukci a fragmentaci komsomolu a jeho faktickému rozpadu.
Jedinou pozitivní událostí perestrojkové destrukce je transformace myšlení. Komsomolci byli jako jedni z prvních vedeni k tržnímu myšlení. Jako typický příklad této nové linie bývá uváděn Michail Chodorkovskij.
Tiskový orgán komsomolské organizace – Komsomolskaja pravda, přežil i formální rozpad.

## Pocty
Komsomol jako podstatná součást komunistické strany byl několikrát oceněn. Obdržel třikrát Leninův řád, jednou Řád říjnové revoluce, jednou Řád rudého praporu a jednou Řád rudého praporu práce. Trvalou poctou je pojmenování asteroidu 1283 Komsomolia právě podle organizace komsomolu.

## Rozšíření

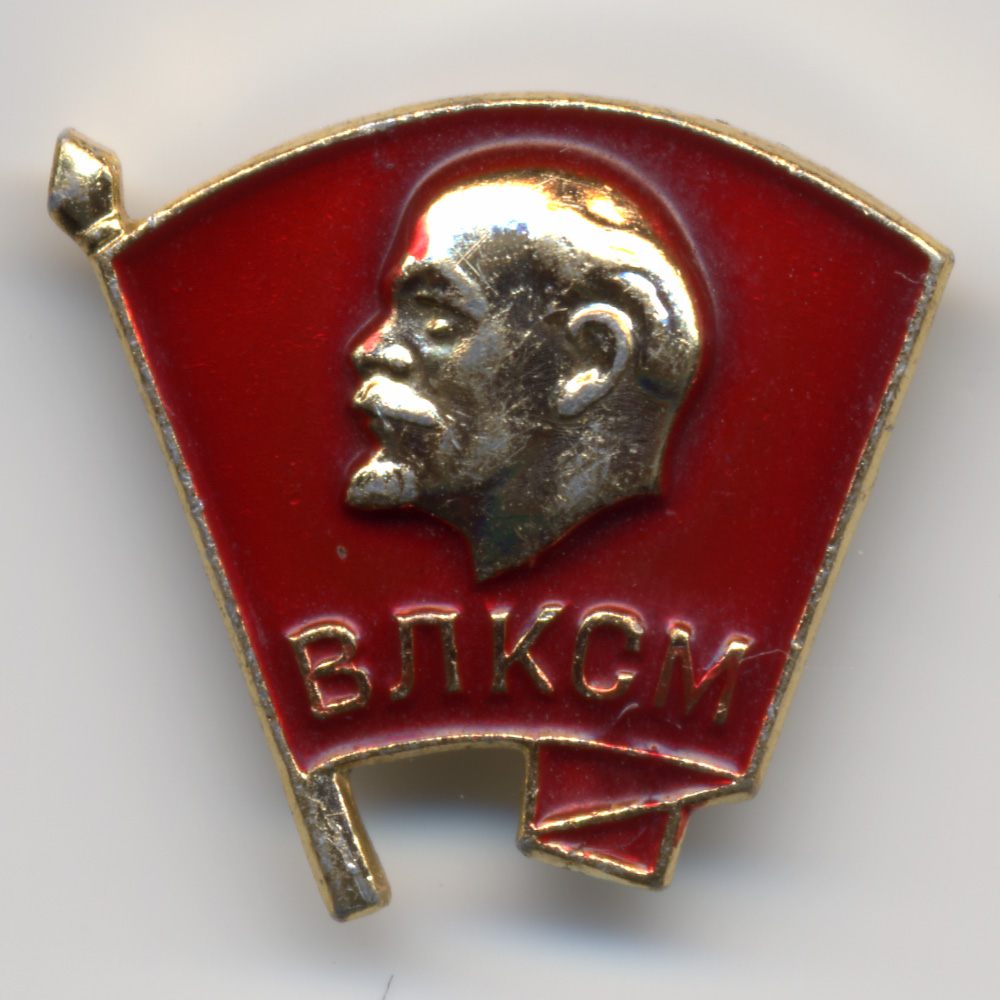
Členský odznak komsomolu

Protože komsomol byl všesvazovou organizací, zastřešoval činnost regionálních organizací. Tyto se nacházely v následujících sovětských republikách:
- Arménská SSR: Համամիութենական Լենինյան Կոմունիստական Երիտասարդության Միություն, ՀամԼԿԵՄ Komyeritmiutium[4]
- Ázerbájdžánská SSR: Ümumittifaq Lenin Kommunist Gənclər İttifaqı (ÜİLKGİ)

- Běloruská SSR: Ленинский Коммунистический Союз Молодежи Белоруссии, ЛКСМБ
- Estonská SSR: Eestimaa Leninlik Kommunistlik Noorsooühing, ELKNÜ
- Karelo-finská SSR: Ленинский коммунистический союз молодежи Карело-Финской ССР, ЛКСМ КФССР
- Lotyšská SSR: Latvijas Ļeņina Komunistiskā Jaunatnes Savienība, LĻKJS
- Litevská SSR: Lietuvos Lenino komunistinė jaunimo sąjunga, LLKJS
- Moldavská SSR: UTCLM (zkratka)
- Ruská SFSR: Ленинский коммунистический союз молодёжи РСФСР, ЛКСМ РСФСР
- Ukrajinská SSR: Ленинский Коммунистический Союз Молодёжи Украины, ЛКСМУ

Kromě území SSSR se komsomolské ideje uchytily v:
- Maďarsku: Kommunista Ifjúsági Szövetség, KISZ
- Rumunsku: Uniunea Tineretului Comunist Leninist din URSS
- Československo: Československý Komsomol – II. sjezd 22.–24. ledna 1922[3]

## Současnost
Přestože se původní organizace rozpadla, na její činnost ochuzenou o politickou výchovu navázaly oblastní spolky na podobné bázi. Na počátku 21. století tak fungují komsomolské organizace v Rusku (zde jich je několik), na Ukrajině (dvě hlavní organizace), v Moldavsku i v jiných státech – Francii, Kanadě, USA.